# 여자 10000m 달리기 대한민국 기록 추이
여자 10000m 달리기 대한민국 기록 추이는 다음과 같다.
| # | 기록         | 차이      | 선수   | 소속             | 날짜         | 대회명                            | 개최지                   | 경기장               | 주석 및 기타    | 동영상 |
| 1 | 33분 26초 43 | - 1.82초  | 이미경 | 코오롱           | 1994. 06. 18 | 제48회 전국 육상 경기 선수권 대회 | 대한민국 서울특별시      | 올림픽 주경기장      | 종전 33분28초25 |        |
| 2 | 33분 24초 78 | - 1.65초  | 정영임 | 코오롱           | 1994. 10. 28 | 제75회 전국 체육 대회             | 대한민국 대전광역시      | 한밭종합운동장       |                 |        |
| 3 | 32분 46초 54 | - 38.24초 | 정윤희 | 서울도시개발공사 | 2002. 10. 08 | 2002년 아시안 게임                | 대한민국 부산광역시      | 부산아시아드주경기장 | [ 1 ]           |        |
| 4 | 32분 43초 35 | - 3.19초  | 이은정 | 삼성전자         | 2005. 06. 29 | 호크렌 디스턴스 챌린지 4차 대회   | 일본 홋카이도 후카가와시 |                      | [ 2 ]           |        |
| 5 | 32분 33초 61 | - 9.74초  | 안슬기 | 서울주택도시공사 | 2018. 07. 11 | 호크렌 디스턴스 챌린지 3차 대회   | 일본 홋카이도 후카가와시 |                      | [ 3 ]           |        |

## 같이 보기
- 여자 10000m 달리기 세계 기록 추이
- 남자 10000m 달리기  대한민국 기록 추이
- 남자 10000m 달리기  세계 기록 추이